# الن کی (فمینیست)
الن کی (سوئدی: Ellen Key; ۱۱ دسامبر ۱۸۴۹ – ۲۵ آوریل ۱۹۲۶) مترجم، نویسنده، منتقد، آموزشگر، و سافرجت اهل سوئد بود. وی به خاطر کارش در فمینیسم تفاوت‌گرا در میان سوئدی‌ها مشهور است. الن کی، نوشته‌های زیادی در موضوعات مختلفی همچون علوم پرورشی کودک-محور، فلسفه اخلاق دارد و از مدافعان حق رأی زنان بود.